# Dillinger è morto
Dillinger è morto è un film del 1969 diretto da Marco Ferreri, presentato in concorso al 22º Festival di Cannes.
Il film è stato selezionato tra i 100 film italiani da salvare.
I giornali nei quali è avvolta la pistola ritrovata da Glauco sono Il Messaggero del 24 luglio 1934 e il Chicago Daily Tribune del 25 luglio 1934. 

## Trama
Glauco, designer industriale, si dirige verso casa con un collega dopo una giornata di lavoro, attraversando strade anonime, tutte simili. Arrivato a destinazione inizia a girovagare senza meta, circondato da oggetti iperrealistici. La moglie Anita è a letto con il mal di testa. Glauco, leggendo un libro di ricette, decide di prepararsi una succulenta cena, mentre la televisione trasmette un documentario.
Cercando delle spezie nella dispensa in cucina, trova una vecchia pistola, una Bodeo modello 1889 tipo A, impacchettata nella carta di un quotidiano d'epoca che riporta in prima pagina la notizia della morte del gangster John Dillinger. Decide di pulirla e rimetterla in funzione dipingendola di rosso. La cena è di suo gradimento ma si lascia distrarre dai programmi in TV e spesso cambia canale.
Prova a fornicare con la domestica Sabina, ma dopo un gioco erotico per lui inappagante, rinuncia.
Davanti alla luce di un  proiettore, dove guarda filmati delle vacanze passate, mima il proprio suicidio, impugnando la pistola.
Successivamente, uccide la moglie mentre dorme.
Si reca quindi in automobile al mare, a Portovenere: durante la nuotata sale su un veliero la cui destinazione surreale è la remota Tahiti, a bordo del quale è appena morto il cuoco, e chiede alla avvenente proprietaria dell'imbarcazione di prenderne il posto. Costei accetta e gli ordina di preparare una mousse al cioccolato.
Il veliero prende il largo, ma naviga verso un Sole finto all'orizzonte: non c'è via di scampo.

## Produzione
Il regista Marco Ferreri incontrò per la prima volta il futuro protagonista Michel Piccoli, quando fece visita all'attore impegnato sul set del film La Chamade di Alain Cavalier (1968). Ferreri diede da leggere a Piccoli qualche pagina del copione di Dillinger è morto e l'attore, entusiasta, si candidò immediatamente per la parte. Piccoli disse che Ferreri non gli diede particolari indicazioni sul come interpretare il ruolo di Glauco ma solo brevi cenni per indirizzarne la recitazione. Il regista lasciò la più completa libertà all'attore di intendere il personaggio come meglio credeva. In origine il copione era stato offerto all'attrice Annie Girardot, che doveva essere la protagonista del film, ma l'attrice, non sentendosela di interpretare un ruolo tanto complesso, preferì ritagliarsi il ruolo meno impegnativo della cameriera.
L'appartamento, sito in piazza in Piscinula a Roma, in cui si svolge il film, apparteneva all'epoca al pittore Mario Schifano, del quale compaiono alcuni dipinti appesi alle pareti; la cucina è invece quella della villa a Velletri di Ugo Tognazzi, grande amico del regista.
Tra i molti filmati che Glauco guarda durante la notte c'è un cortometraggio con protagoniste due mani femminili. Il corto era stato realizzato dalla mima Maria Perego, la creatrice di Topo Gigio e amica di Marco Ferreri. 
Tra le musiche emesse dalla radio accesa nella cucina si ascolta un brano scritto da Teo Usuelli, La luce accesa, cantato da Lucio Dalla, che ha trovato pubblicazione discografica unicamente su un raro doppio LP autoprodotto dall'autore nel 1973.
La pistola manipolata da Michel Piccoli durante tutto il corso del film ricompare nel successivo lavoro di Ferreri, Il seme dell'uomo.

## Accoglienza
L'opera fu oggetto di polemiche alla sua uscita nei cinema a causa del soggetto trattato e della violenza ingiustificata insita in esso, ma nel tempo è stato riconosciuto come uno dei capolavori di Ferreri. Il film venne acclamato dall'influente rivista francese di cinema Cahiers du cinéma. Dal 1980 in poi il film è stato trasmesso in televisione solo in rarissime occasioni, l'ultima delle quali su RAI 3 durante Fuori orario di domenica 17 novembre 2024 intorno alle ore 4.